# Dancing in the Rain
Dancing in the Rain är een låt framförd av den spanska sångerskan Ruth Lorenzo. Låten representerade Spanien i Eurovision Song Contest 2014 i Köpenhamn.
Eftersom Spanien tillhör de så kallade "Big Five"-länderna i Eurovision Song Contest behövde den inte tävla i någon av semifinalerna, utan gick direkt till finalen den 10 maj. I finalen fick låten 74 poäng och hamnade på tionde plats.